# Myrtle (Misisipi)
Myrtle es un pueblo del Condado de Union, Misisipi, Estados Unidos. Según el censo de 2000 tenía una población de 407 habitantes y una densidad de población de 275.7 hab/km².

## Demografía
Según el censo de 2000, había 407 personas, 162 hogares y 117 familias residiendo en la localidad. La densidad de población era de 275,7 hab./km². Había 183 viviendas con una densidad media de 124,0 viviendas/km². El 85,26% de los habitantes eran blancos, el 13,02% afroamericanos y el 1,72% de otras razas. El 1,72% de la población eran hispanos o latinos de cualquier raza.
Según el censo, de los 162 hogares en el 42,0% había menores de 18 años, el 48,1% pertenecía a parejas casadas, el 19,1% tenía a una mujer como cabeza de familia y el 27,2% no eran familias. El 25,9% de los hogares estaba compuesto por un único individuo y el 12,3% pertenecía a alguien mayor de 65 años viviendo solo. El tamaño promedio de los hogares era de 2,51 personas y el de las familias de 3,01.
La población estaba distribuida en un 32,7% de habitantes menores de 18 años, un 7,9% entre 18 y 24 años, un 27,8% de 25 a 44, un 18,7% de 45 a 64 y un 13,0% de 65 años o mayores. La media de edad era 32 años. Por cada 100 mujeres había 79,3 hombres. Por cada 100 mujeres de 18 años o más, había 76,8 hombres.
Los ingresos medios por hogar en la localidad eran de 28.125 dólares ($) y los ingresos medios por familia eran 34.583 $. Los hombres tenían unos ingresos medios de 25.227 $ frente a los 20.875 $ para las mujeres. La renta per cápita para la ciudad era de 11.268 $. El 15,3% de la población y el 12,1% de las familias estaban por debajo del umbral de pobreza. El 15,5% de los menores de 18 años y el 24,4% de los habitantes de 65 años o más vivían por debajo del umbral de pobreza.

## Geografía
Según la Oficina del Censo de los Estados Unidos, la localidad tiene un área total de 1,5 km², todos ellos correspondientes a tierra firme.